# Der Nachtmanager
Der Nachtmanager (deutsche Erstausgabe: Der Nacht-Manager, englischer Originaltitel: The Night Manager) ist ein Spionageroman des britischen Schriftstellers John le Carré aus dem Jahr 1993. In seinem vierzehnten Roman wendet sich le Carré nach Ende des Kalten Krieges dem Kampf britischer Nachrichtendienste gegen den illegalen Waffenhandel zu. Der Nachtmanager eines Hotels wird als Spitzel auf einen international tätigen Waffenhändler angesetzt. Im gleichen Jahr wie die Originalausgabe erschien die deutsche Übersetzung von Werner Schmitz. Die auf dem Roman basierende Fernsehserie The Night Manager wurde von BBC und AMC produziert und 2016 ausgestrahlt.

## Inhalt
Der Engländer Jonathan Pine ist Nachtmanager des Zürcher Palasthotels Meister. Aufgewachsen in Waisenhäusern und in Scheidung lebend, liebt er die Stille und Einsamkeit seiner nächtlichen Arbeit. Dies insbesondere seit einem traumatischen Vorfall vor sechs Monaten, als er im Kairoer Hotel Queen Nefertiti angestellt war. Das Hotel gehörte Freddie Hamid, dem jüngsten Sprössling eines mächtigen ägyptischen Clans, und Pine hatte sich in seine betörend schöne Frau Sophie verliebt, die seine Gefühle zu erwidern schien. Eines Tages vertraute Sophie ihm streng geheime Dokumente über eine geplante Lieferung illegaler Waffen eines auf den Bahamas ansässigen britischen Waffenhändlers namens Richard Onslow Roper zur Aufbewahrung an. Pine, der die Brisanz der Dokumente erkannte, informierte die britische Botschaft, die jedoch nichts unternahm, außer ihren Landsmann Roper zu warnen. Daraufhin wurde Sophie brutal ermordet aufgefunden.
Sechs Monate später hat Pine den Tod seiner Geliebten noch immer nicht verwunden, als eines Nachts ausgerechnet jener Waffenhändler Roper im Palasthotel Meister absteigt. In seinem Gefolge befinden sich einige Handlanger seiner dubiosen Geschäfte, darunter sein Zeichnungsbevollmächtigter Major Corkoran, genannt „Corky“, und Lord Alexander „Sandy“ Langbourne. Es befindet sich aber auch Ropers Geliebte Jemima, genannt „Jed“, Marshall darunter, eine Frau, deren Ausstrahlung Pine vom ersten Augenblick an Sophie in Erinnerung ruft. Trotz seiner Reue wegen des Verrats an Sophie erweist sich Pine, der Sohn eines im Einsatz gefallenen britischen Sergeants, abermals als Patriot und trägt die Informationen, die er während Ropers Aufenthalt ausspioniert, an die britische Botschaft weiter.
Dieses Mal gelangen Pines Informationen an die richtige Stelle: den für seine Extratouren berüchtigten Nachrichtenoffizier Leonard Burr und sein pflichtbewusstes Korrektiv, den pensionierten Soldaten Rob Rooke. Sie gehören einem von der zentralen Nachrichtenauswertung unabhängigen Dienst an, den der Ministerialbeamte Rex Goodhew erst kürzlich ins Leben gerufen hat, um für mehr Transparenz im britischen Geheimdienst zu sorgen, und der dem international tätigen Waffenhändler Roper seit seiner Gründung auf der Spur ist. Burr erkennt das Potential des Nachtmanagers, der bereit ist, mit seinem bisherigen Leben zu brechen, nachdem er sich die Sinnfrage gestellt hat. Mithilfe der Operation Klette verschafft er Pine eine Legende, die aus ihm einen polizeilich gesuchten Mörder macht, und schleust ihn über die Vereitelung eines fingierten Kidnappingversuchs an Ropers Sohn in den inneren Zirkel des Waffenhändlers ein.
Während Pine nach und nach nicht nur das Vertrauen seines neuen Dienstherren gewinnt, sondern auch das Herz von dessen Geliebter Jed, wird die Operation Klette hinter den Kulissen zum Spielball der unterschiedlichen Interessensphären von Amerikanern und Briten. Auch die von Geoffrey Darker geleitete zentrale Nachrichtenauswertung fällt Goodhews konkurrierendem Dienst in den Rücken und geht so weit, den Informanten Dr. Paul Apostoll, einen Mittelsmann zwischen Roper und den kolumbianischen Drogenkartellen, zu enttarnen, woraufhin er brutal ermordet wird. In der Folge fliegt auch Pine als Spitzel auf, wird von Ropers Leibwächtern in Gewahrsam genommen, verhört und gefoltert. In einem letzten Treuebeweis an seine Auftraggeber schmuggelt er exakte Daten über zwei Schiffspassagen aus seiner Gefangenschaft: eine illegale Waffenlieferung Ropers nach Kolumbien und deren Bezahlung in Form einer Lieferung kolumbianischer Drogen nach Europa. Doch es kommt zu keinem Zugriff: Goodhew kann sich in der entscheidenden Sitzung vor dem Minister nicht gegen Darker durchsetzen, der die hehren Motive Pines und seine Glaubwürdigkeit torpediert, indem er die falsche Legende als gesuchter Mörder gegen diesen anführt.
Ohne politische Rückendeckung ist es nun Burr, der einen seiner berüchtigten Alleingänge unternimmt. Er erpresst Kollegen und fälscht Unterlagen, um Sir Anthony Joyston Bradshaw, einen britischen Handelsvertreter, der auch als Mittelsmann Ropers für Waffenlieferungen an offizielle britische Stellen fungiert, unter Druck zu setzen. Indem er ihm vorgaukelt, Darker sei aufgeflogen, festgenommen und seine Anwesen durchsucht, erhält er von Bradshaw den Beweis für etwas, das er schon lange geahnt hat: Der korrupte Darker macht mit Roper gemeinsame Sache und hintertreibt die Operation Klette höchstpersönlich. Wohl wissend, dass die politisch bis in höchste Kreise vernetzten Bradshaw und Darker für offizielle Anklagen tabu sein werden, erpresst Burr wenigstens eines: die Freilassung seines aufgeflogenen Agenten Pine und der durch ihre Beziehung kompromittierten Jed. Von Burr unterstützt lässt sich der ehemalige Nachtmanager, der in Großbritannien offiziell noch immer als gesuchter Mörder gilt, mit Jed incognito in Südengland nieder.

## Stil und Form
Rudolf Walter Leonhardt beschrieb Der Nachtmanager, wie alle Romane le Carrés seit der Smiley-Phase, als einen umfangreichen „Wälzer“, der einen hohen Unterhaltungsfaktor bieten müsse, um den Leser bei der Stange zu halten. Zwar baue der Autor immer wieder Spannung auf, breche diese jedoch wieder ab, setze Pausen ein, so die Passagen um die internen Geheimdienstquerelen, bei denen der Leser ausruhen könne. Der Roman bietet zahlreiche Schauplätze (Zürich, London, Irland, Cornwall, Québec, Louisiana, Bahamas, Miami, Curaçao, Antigua, Venezuela bis zur Rückkehr nach Cornwall) sowie ein Personal, das in seinem Umfang an Tolstoi erinnere. Seine Figuren charakterisiere le Carré durch ihren Sprachduktus, der allerdings in der Übersetzung häufig verlorengehe. Gemeinsam mit dem komplizierten Satzbau sorge dies dafür, dass die Romane nicht einfach zu lesen seien.

## Interpretation
Nach Ende des Kalten Kriegs war le Carré von verschiedenen Seiten, so Tina Brown, der Herausgeberin des New Yorkers, prophezeit worden, er werde sein Thema verlieren und habe nun nichts mehr zu schreiben. Le Carré selbst verwies allerdings darauf, dass er dieses Ende der Ära des Kalten Kriegs in seinen Werken schon mehrfach vorweggenommen und herbeigesehnt habe, von Agent in eigener Sache, Ein blendender Spion, Das Rußlandhaus bis zu Der heimliche Gefährte. In Der Nachtmanager ersetzt er nun das weggefallene Feindbild der Sowjetunion durch international agierende Waffenhändler und Drogenkartelle. Eine Figur seines Romans bekundet, es mache keinen Unterschied, ob man Spione jage oder Verbrecher.
Für le Carré handelt sein Buch vom Bösen in Form von Gleichgültigkeit und Untätigkeit, Dekadenz und Eigennutz, sowie der Skrupellosigkeit multinationaler Konzerne. Das Ende des Kalten Krieges habe auch im Westen eine Ära beendet, jene des Überflusses, und in eine „moralische Einöde“ geführt, eine Finsternis, die sich in der „Nacht“ des Titels widerspiegele. Man könne nicht dauerhaft „Waffen blindlings in die Nacht hinein verkaufen und unablässig von der Zerstörung anderer profitieren“. Der Schurke des Romans, der britische Gentleman Roper, hat für Julian Symons die Verführungskraft eines Mephistopheles. Laut le Carré ist er eine Metapher dafür, dass in unserer Gesellschaft der Materialismus mehr und mehr den Moralismus ersetze. Die positive Hauptfigur Jonathan Pine, obwohl nur halb so alt wie der Autor, hat er dagegen als ein Selbstbildnis entworfen, eines von „Selbstliebe, Selbstmitleid und Selbstkarikatur“.
In seinem Handlungskonstrukt erinnert Der Nachtmanager an le Carrés größten Erfolg Der Spion, der aus der Kälte kam. Wie dort wird ein Spion in eine feindliche Umgebung eingeschleust, ohne dass ein Rückweg vorgezeichnet ist. Wie dort erweisen sich jene, deren Auftrag er ausführt, als ebenso wenig vertrauenswürdig wie die Gegner, die er ausspionieren soll. Le Carrés Sympathie gilt stets den Agenten im Einsatz, die ihren Kopf für die Bürokraten im Hintergrund hinhalten und von diesen am Ende verraten werden. Anders als in vielen früheren Romanen hat er seinem Helden jedoch dieses Mal ein Happy End spendiert. Dabei verglich le Carré den Roman mit einer Komödie von Shakespeare: Nachdem der Leser „bis zum tiefsten Abgrund menschlicher Narretei geführt“ sei, habe auch Shakespeare alle Fäden wieder aufgegriffen und zu einem glücklichen Ende verknüpft. Für Symons verriet dieses unglaubwürdige Ende einen Roman, der in seiner inneren Logik nach einem tragischen Finale verlangt hätte. Ebenso kritisierte er le Carrés Romantizismus, die aus Ropers Geliebter Jed einen Männertraum mache. Leonhardt liest den Roman daher auch als einen Liebesroman.

## Rezeption
Der Roman befand sich über mehrere Monate hinweg in der Bestsellerliste des Spiegels, wo er im Januar 1994 Rang 9 erreichte. Im selben Jahr wurde ihm der dritte Preis in der Kategorie International des Deutschen Krimi Preises zuerkannt. Er gilt als einer der Vorbilder von Dieter Wedels TV-Mehrteiler Der Schattenmann aus dem Jahr 1996. 2007 las Claude-Oliver Rudolph eine Hörbuchfassung ein.
Für Kolja Mensing gehört Der Nachtmanager „zu den besseren Büchern im Spätwerk des routinierten Spionageschriftstellers“. Im sprachlichen Kleid eines Thrillers gelinge es ihm, etwas „von dem verhängnisvollen britischen Durcheinander von Klasseninteressen, imperialistischer Selbstüberschätzung und nationalistischer Geschichtsinterpretation“ zu zeigen. Laut Julian Symons legte le Carré eine „brillante Performance“ an den Tag, voll Überfluss, Detailreichtum und erzählerischem Schwung, der le Carrés Werke der letzten Dekade gefehlt habe. Der Spiegel beschrieb den Roman als „Literatur vom Feinsten einerseits, saugender, fesselnder Thriller andererseits.“ Der Autor sei auf dem „Mount Everest seiner Meisterschaft“ angelangt. Nach dem Tod Graham Greenes habe er „nicht seinesgleichen“. Auch für Rudolf Walter Leonhardt war le Carré mit Der Nachtmanager auf dem besten Wege, zum Nachfolger Greenes zu werden, der sich nicht gescheut habe, Unterhaltungsliteratur zu schreiben, um seine Leser nicht zu langweilen.

## Verfilmung
Im Jahr 2016 wurde die von BBC und AMC produzierte britisch-amerikanische Fernsehserie The Night Manager ausgestrahlt, in der der Roman leicht modernisiert wurde. So handelt der erste Teil nun während des Arabischen Frühlings. Die Hauptrollen spielten Tom Hiddleston, Hugh Laurie, Olivia Colman und Elizabeth Debicki. Regie führte Susanne Bier. John le Carré ist in einem Cameoauftritt als Gast in einem Fischrestaurant zu sehen.

## Ausgaben
- John le Carré: The Night Manager. Hodder & Stoughton, London 1993, ISBN 0-340-59281-8.
- John le Carré: Der Nacht-Manager. Aus dem Englischen von Werner Schmitz. Kiepenheuer & Witsch, Köln 1993, ISBN 3-462-02277-6.
- John le Carré: Der Nachtmanager. Aus dem Englischen von Werner Schmitz. List, Berlin 2005, ISBN 3-471-79504-9.